# I Get a Kick Out of You
Az I Get a Kick Out of You egy örökzöld popdal Cole Portertől, melyet először az 1934-es Anything Goes című Broadway musicalben, majd annak 1936-os filmváltozatában adtak elő. A dal eredeti előadója Ethel Merman volt, később pedig számos különböző énekes feldolgozta, köztük Frank Sinatra, Ella Fitzgerald és Dolly Parton. Rob McConnell 1995-ös feldolgozása Grammy-díjat kapott az 1996-os gálán „a legjobb hangszeres elrendezés vokállal” kategóriában, míg Tony Bennett és Lady Gaga változatát három kategóriában jelölték a 2022-es díjátadóra.

## Változtatások a dalszövegben
A dalszöveget nem sokkal elkészülte után meg kellett változtatni. Eredetileg az utolsó verze az alábbiak szerint hangzott:

I get no kick in a plane

I shouldn't care for those nights in the air

That the fair Mrs. Lindbergh goes through

But I get a kick out of you.

Miután 1932-ben Anne Morrow Lindbergh 20 hónapos kisfiát elrabolták, Porter megváltoztatta a második és harmadik sort:

Flying too high with some guy in the sky

Is my idea of nothing to do

Az 1936-os Anything Goes című filmben megváltoztatták a második verzében található kokain szót tartalmazó sort az 1934-ben életbe lépett hollywoodi szabályozásoknak megfelelően:

Some get a kick from cocaine

I'm sure that if

I took even one sniff

That would bore me terrif-

Ically, too

Yet, I get a kick out of you

Porter ennek megfelelően megváltoztatta a verze első sorát:

Some like the perfume in Spain

Sinatra feldolgozta a dalt 1953-ban a kokainos dalszöveggel, majd 1962-ben anélkül is. Egy 1962-es párizsi koncertfelvételén (melyet csak 1994-ben adtak ki) Sinatra kissé eltért az új dalszövegtől is, ugyanis azt énekelte, hogy „Some like the perfume from Spain”. A Sinatra and Swingin’ Brass című albumán szintén más szöveget választott erre a részre: „Some like the bop-type refrain, I’m sure that if I heard even one riff…”.

## Tony Bennett és Lady Gaga változata

### Háttér és kompozíció
Tony Bennett és Lady Gaga feldolgozták a dalt Love for Sale című második közös albumukon. A kiadvány első kislemezeként 2021. augusztus 3-án jelent meg digitális letöltés és streaming formátumokban. A dalt a New York City belvárosában található Electric Lady stúdióban vették fel. A projekttel kapcsolatban az AARP the Magazine készített egy cikket, melyből kiderült hogy Bennettet 2016-ban, még az album felvételét megelőzően Alzheimer-kórral diagnosztizálták. Azt írták, hogy Bennett a lemez feléneklése során „sokkal csendesebb” volt, mint az korábban jellemző volt.
Bennett és Gaga feldolgozását a camp szóval jellemezték. A szám elején egy „könnyed” zongorás bevezető hallható, majd Gaga elkezdi énekelni a „My story is much too sad to be told, but practically everything leads me totally cold” sorokat. Ezután Bennett is becsatlakozik a „The only exception I know is the case…” szövegrésszel, mikor pedig azt énekli, hogy „Then, I see your fabulous face” (Aztán meglátom mesés arcodat), mire Gaga tréfásan azt feleli Bennettnek, hogy „Are you talking about me?” (Rólam beszélsz?) Ekkor kezd bele játékába a teljes zenekar is, akik aztán végig követik az énekeseket a dal hátralévő részében.

### Kritikusi fogadtatás
A Rolling Stone-tól Jon Blistein egy „elbűvölő klasszikusként” jellemezte a dalt, továbbá úgy vélte, hogy a „két énekes között nagyszerű a kémia”. Heran Mamo a Billboardtól azt gondolta, hogy míg „Gaga része az első verzében egyáltalán nem hagy minket hidegen”, Bennett „gyönyörűen rekedtes hangjától elérzékenyül partnere”,
továbbá véleménye szerint a „zenekar játéka új életet lehel Cole Porter klasszikusába”. Helen Brown a The Independenttől úgy vélte, hogy a dal a két fél egymás iránt érzett „kölcsönös nagyrabecsülése” körül forog, Bennett pedig nagyszerűen adja elő „a szédítő belső rímeket olyan soroknál, mint például a »Flying too high with some girl in the sky is my idea of nothing to do…«” A The Daily Telegraph kritikusa, Neil McCormick szerint Gaga és Bennett akkor tűnnek a legboldogabbnak a lemezen, mikor „elmerülnek” az I Get a Kick Out of You és a You’re the Top „szellemes szójátékaiban”. Alexis Petridis a The Guardiantől azon a véleményen volt, hogy a dal bizonyítékul szolgál arra, hogy Bennett egészségi állapota nincs hatással a kettejük közti kémiára. Athena Serrano az MTV-től megjegyezte, hogy Bennett még 95 évesen is erős vokált képes bemutatni. Az albumról készített ismertetőjében Robin Murray a Clash magazintól azt írta, hogy a Love for Sale nagyban támaszkodik a két előadó közti remek kémiára, amely megfigyelhető az I Get A Kick Out Of You dal esetén is. A dal jelölést kapott a 64. Grammy-gálán „az év felvétele” és a „a legjobb popduó vagy -együttes teljesítményért” kategóriákban.

### Videóklip
A dalhoz készült videóklip augusztus 6-án debütált az MTV-n. A videó azzal kezdődik, hogy Bennett bemondja, hogy „Minden készenáll”, mire Gaga nevetve azt mondja, hogy „Tony mindig készen áll”. Ezt követően látható Bennett és Gaga ahogy felveszik a dalt, közben mosolyognak egymásra, és többször is megölelik egymást. Gaga egy egyszerű fekete dresszt visel, Bennett pedig egy kék öltönyben jelenik meg. Bennett a felvétel során többször is csettint az ujjával, felfelé mutató hüvelykujjat mutat a zenekar tagjainak és rákacsint Gagára. A videó egyik részében Gaga ráhajtja fejét Bennett vállára, később pedig egy Gagáról készített közeli felvételen látható, hogy könnyes a szeme a meghatódottságtól. A kritikusok pozitívan vélekedtek a klipról, és a „szívmelengető”, „érzelmes” és „aranyos” szavakkal jellemezték. A videót jelölték „a legjobb videóklip” kategóriában a 64. Grammy-gálán.

### Megjelenések
| Regió       | Dátum                | Formátum                     | Kiadó               | Forr.  |
| ----------- | -------------------- | ---------------------------- | ------------------- | ------ |
| Világszerte | 2021. augusztus 3.   | Digitális letöltés streaming | Columbia Interscope | [ 2 ]  |
| Olaszország | 2021. szeptember 17. | Poprádiós megjelenés         | Universal           | [ 18 ] |

## Fordítás
- Ez a szócikk részben vagy egészben  az   I Get a Kick Out of You című angol Wikipédia-szócikk fordításán alapul.  Az eredeti cikk szerkesztőit annak laptörténete sorolja fel. Ez a jelzés csupán a megfogalmazás eredetét és a szerzői jogokat jelzi, nem szolgál a cikkben szereplő információk forrásmegjelöléseként.